# Holoxea violacea
Holoxea violacea är en svampdjursart som beskrevs av Boury-Esnault 1973. Holoxea violacea ingår i släktet Holoxea och familjen Ancorinidae. Inga underarter finns listade i Catalogue of Life.